# Wawern (Eifel)

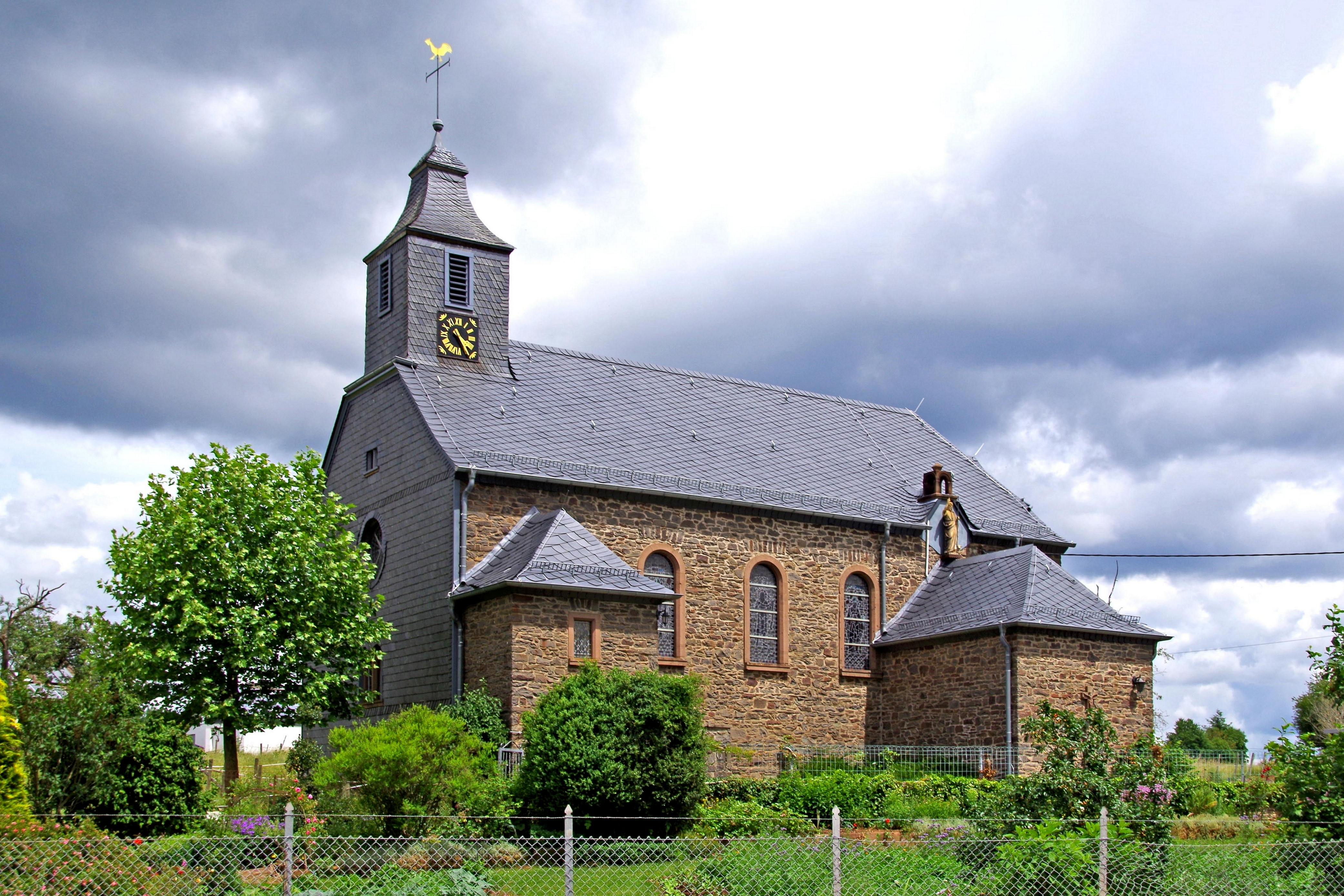
Filialkirche St. Apollonius (Wawern), Südwestansicht

Wawern ist eine Ortsgemeinde im Eifelkreis Bitburg-Prüm in Rheinland-Pfalz. Sie gehört der Verbandsgemeinde Prüm an.

## Geographische Lage
Wawern liegt am Rande des Islek der Eifel-Ardennen (nahe der Grenze zu Belgien und Luxemburg) zwischen Bitburg und Prüm unweit der Nims. Zur Gemeinde gehören auch die Weiler Rodenbach, Bielenhof und ein Teil von Schartzberg sowie die Wohnplätze Fuchsenhof und Hahn (Haus).
Nachbarorte von Wawern sind die Ortsgemeinden Schönecken und Seiwerath im Norden, der Burbacher Ortsteil Neustraßburg im Osten sowie Burbach selbst im Südosten, Nimshuscheid im Süden, Lasel im Westen und Nimsreuland im Nordwesten.

## Geschichte

### Antike
Das Gebiet um Wawern war schon früh besiedelt, was durch den Fund von Gräbern aus römischer Zeit nachgewiesen werden konnte. Nordöstlich des Ortes entdeckte man 1932 ein aus sechs Gruben bestehendes Brandgräberfeld. Neben diesem fand man zudem einen Platz, der für Totenfeiern genutzt wurde. Zahlreiche Funde aus diesem Bereich konnten in die Zeit zwischen dem 2. und 4. Jahrhundert n. Chr. datiert werden. Zudem fand man ein einzelnes römisches Steinplattengrab, ebenfalls nordöstlich von Wawern. Dieses wurde 1981 entdeckt und wies unter den Beigaben einen Topf sowie einen Becher auf. Entlang der drei Fundstellen verlief vermutlich eine Römerstraße.

### Mittelalter
Die erste urkundliche Erwähnung von Wawern erfolgte im Jahr 1068 als Filiale des Hofes Seffern, der unter der Landesherrschaft der Reichsabtei Prüm stand.

### Neuzeit
Die zum Fürstentum erhobene Abtei wurde 1576 gegen ihren Willen durch den Kurfürsten von Trier übernommen. Damit gehörte auch Wawern zum Kurfürstentum Trier und war der Schultheißerei Seffern des kurtrierischen Amtes Prüm zugeordnet. Während des Dreißigjährigen Krieges soll laut mündlichen Überlieferung fast die gesamte Dorfbevölkerung von der Pest dahingerafft worden sein. Aus dieser Zeit stammen die sieben Pestkreuze der Gemeinde.
Die Inbesitznahme des Linken Rheinufers durch französische Revolutionstruppen beendete die alte Ordnung. Der Ort wurde von 1798 bis 1814 Teil der Französischen Republik (bis 1804) und anschließend des Französischen Kaiserreichs. Wawern wurde von der Mairie Burbach verwaltet, die zum Arrondissement Prüm im Saardepartement gehörte. Kirchlich wurde Wawern 1802 der Pfarrei Lasel zugeordnet.
Nach der Niederlage Napoleons kam der Ort aufgrund der 1815 auf dem Wiener Kongress getroffenen Vereinbarungen zum Königreich Preußen. Aus der Mairie wurde die Bürgermeisterei (ab 1927 das Amt) Burbach, welches nachfolgend in das Amt Schönecken aufging.

### 20. Jahrhundert
Als Folge des Ersten Weltkriegs war die gesamte Region dem französischen Abschnitt der Alliierten Rheinlandbesetzung zugeordnet. Im Jahr 1930 erfolgte der Neubau der Kapelle (Patrone: Hl. Apollonia, Hl. Donatus, Hl. 14 Nothelfer).
Nach dem Zweiten Weltkrieg wurde der Ort – zusammen mit einem Teil der Eifel – innerhalb der französischen Besatzungszone Teil des damals neu gebildeten Landes Rheinland-Pfalz. Die Dorfschulen wurden 1969 aufgelöst, die Kinder besuchen heute die Grundschule in Burbach und die weiterführenden Schulen in Prüm. Mit der Kreisreform wurde Wawern 1971 der Verbandsgemeinde Prüm zugeordnet.
Durch den Wegfall der Grenzkontrollen und der einheitlichen Währung in der Europäischen Union sind die Orte im Eifelkreis Bitburg-Prüm nicht mehr durch ihre Grenzlage eingeschränkt. Die Zusammenarbeit und Verbindungen zu den Orten in Luxemburg und Ostbelgien (Ostkantone) werden seitdem wesentlich erleichtert.

### Einwohnerentwicklung
Die Entwicklung der Einwohnerzahl von Wawern, die Werte von 1871 bis 1987 beruhen auf Volkszählungen:
Das Statistische Landesamt Rheinland-Pfalz hat für die OG Wawern eine amtliche Einwohnerzahl von 277 Personen festgestellt (Ergebnis Zensus 2022, Zensusstichtag 15. Mai 2022).
| Jahr | Einwohner |
| ---- | --------- |
| 1815 | 84        |
| 1835 | 129       |
| 1871 | 234       |
| 1905 | 250       |
| 1939 | 290       |
| 1950 | 292       |
| 1961 | 270       |

| Jahr | Einwohner |
| ---- | --------- |
| 1970 | 298       |
| 1987 | 293       |
| 1997 | 299       |
| 2005 | 308       |
| 2011 | 292       |
| 2017 | 282       |
| 2022 | 277       |

## Politik

### Gemeinderat
Der Gemeinderat in Wawern besteht aus sechs Ratsmitgliedern, die bei der Kommunalwahl am 9. Juni 2024 in einer Mehrheitswahl gewählt wurden, und dem ehrenamtlichen Ortsbürgermeister als Vorsitzendem. Bis 2009 gehörten dem Gemeinderat acht Ratsmitglieder an.

### Bürgermeister
Michael Görres wurde am 9. Juli 2024 Ortsbürgermeister von Wawern. Bei der Direktwahl am 9. Juni 2024 war er als einziger Bewerber mit 82,3 % gewählt worden.
Görres Vorgänger Axel Goldmann hatte das Amt am 3. Dezember 2019 nach seiner Wahl durch den damaligen Gemeinderat übernommen und war 2024 nicht erneut angetreten. Vor ihm war Anton Alken für zehn Jahre Ortsbürgermeister der Gemeinde.

### Wappen
| Wappen von Wawern | Blasonierung: „Unter einem durch Wellenschnitt von Gold und Blau abgeteilten Schildhaupt in Silber vier kreuzweise angeordnete rote Rauten.“ |
| Wappen von Wawern | Wappenbegründung: Die vier roten Rauten symbolisieren die vier Ortsteile Wawerns: Vorderes Dorf, Hinteres Dorf, Hahn und Hof. Die gelbe Fläche steht für Getreide und Landwirtschaft. Die blaue Fläche im Wellenschnitt steht für ein hohes Wasservorkommen. Wawern liegt in einer ursprünglich sehr feuchten Gegend. |

## Sehenswürdigkeiten
In der Denkmalliste des Landes Rheinland-Pfalz (Stand: 2024) sind folgende Kulturdenkmäler ausgewiesen:
- Die römisch-katholische St. Apollonia (Wawern), Filialkirche St. Apollonius (Bruchstein-Saalbau, 1930)
- Quereinhaus (bez. 1908) aus der Jugendstilzeit[5]
- Sechs Wegekreuze aus dem 17. bis 19. Jahrhundert im Ort und der Gemarkung

Siehe auch: Liste der Kulturdenkmäler in Wawern

## Verkehr
Wawern liegt an der Kreisstraße 126, die nach Westen zur Landesstraße 5 führt und im Südosten eine Anbindung an die L 33 schafft.